# Rough Landing, Holly
«Rough Landing, Holly» (en español: «Aterrizaje Forzoso, Holly») es un sencillo de la banda Yellowcard, y es el segundo sencillo lanzado de su álbum Lights and Sounds.
Según Ryan Key; "La canción es sobre cambios, es sobre empezar en un lugar y aterizar en otro." 

## Vídeo musical
Fue dirigido por Marc Webb. El vídeo muestra a Ryan Key, siendo transportado hacia distintos lugares. Llevó tres días la filmación del vídeo y fue filmado en distintos lugares de Los Ángeles, California. 

## Lista de canciones
Sencillo AU

| N.º | Título                      | Duración |  |
| 1.  | «Rough Landing, Holly»      | 3:33     |  |
| 2.  | «Holly Wood Died» (en vivo) | 3:55     |  |
| 3.  | «Cigarette» (en vivo)       | 4:56     |  |

## Trivia
- Es el tercer vídeo de la banda dirigido por Marc Webb.
- Es el segundo vídeo en el que aparece la actriz y modelo Agnesa Foygel.
- Es una de las dos canciones del disco que hace mención al personaje ficticio creado por la banda, Holly Wood.

- Datos: Q3025471